# دانا شوارتز
دانا شوارتز (بالإنجليزية: Dana Schwartz)‏ هي صحفية أمريكية، ولدت في 7 يناير 1993.

## وصلات خارجية
- الموقع الرسمي